# Einbecker Brauhaus
Vous pouvez aider à l'améliorer ou bien discuter des problèmes sur sa page de discussion.
- Il ne cite pas suffisamment ses sources. Vous pouvez indiquer les passages à sourcer avec {{référence nécessaire}} ou {{Référence souhaitée}}, et inclure les références utiles en les liant aux notes de bas de page. (Marqué depuis avril 2021)
- Il contient une ou plusieurs listes. Le texte gagnerait à être rédigé sous la forme d’un ou plusieurs paragraphes synthétiques, afin d’être plus agréable à lire. (Marqué depuis avril 2021)

- Archive Wikiwix
- Bing
- Cairn
- DuckDuckGo
- E. Universalis
- Gallica
- Google
- G. Books
- G. News
- G. Scholar
- Persée
- Qwant
- (zh) Baidu
- (ru) Yandex
- (wd) trouver des œuvres sur Wikidata

L’Einbecker Brauhaus est une brasserie à Einbeck, dans le Land de Basse-Saxe.

## Histoire

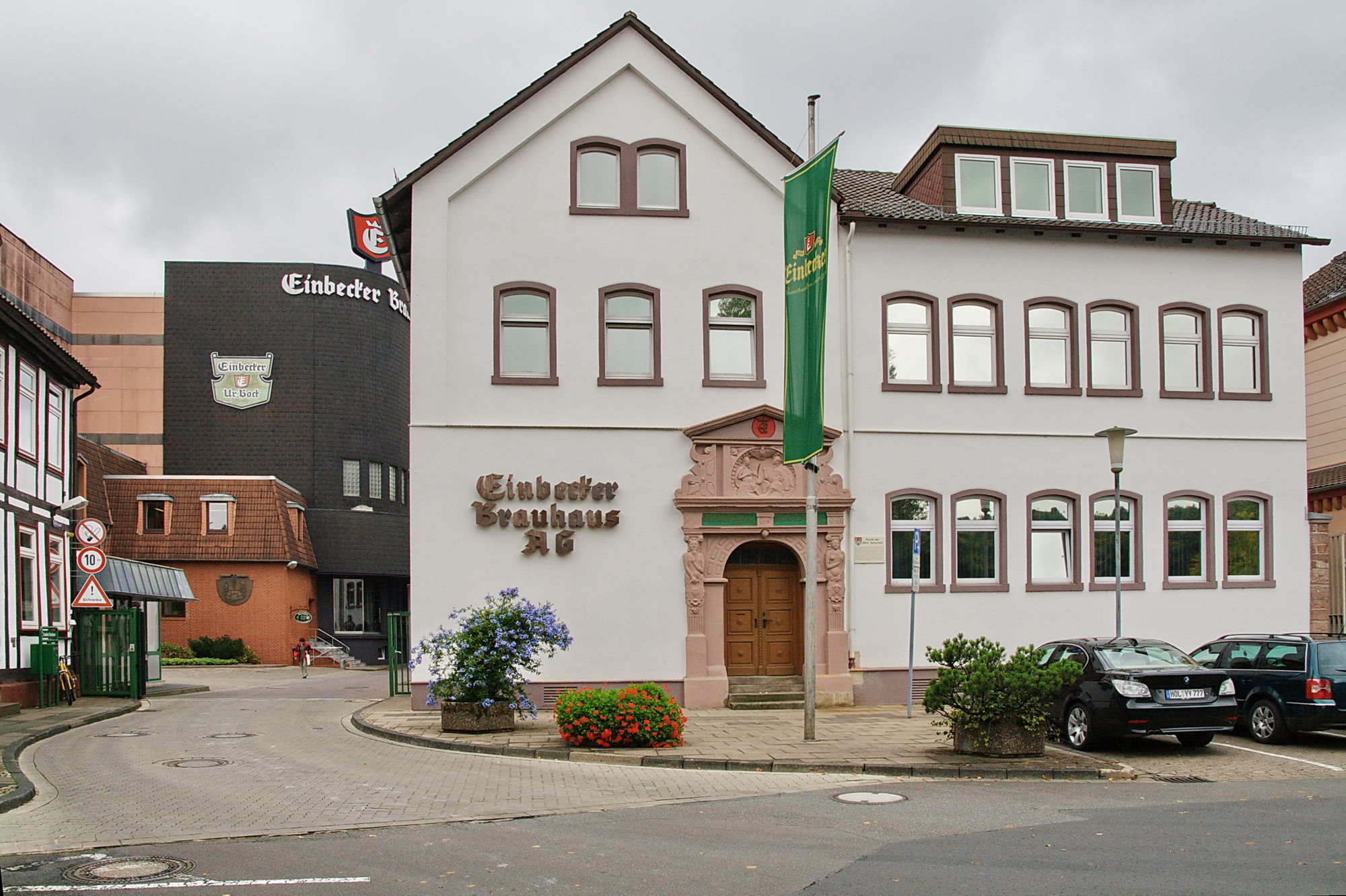
La brasserie d'Einbeck (2009)

La bière à Einbeck est connue depuis 1378, dans un document relatant une vente de bière. En outre, l'origine de la bière bock est de la ville hanséatique d'Einbeck. Avec l'attribution de privilèges urbains en 1240 par les fils de Henri XII de Bavière, un droit de brassage pour les citoyens est également lié. La bière brassée au Moyen Âge est considérée comme un luxe et exporté sur de longues distances, comme en Italie. Pour obtenir la durabilité nécessaire, elle est brassée avec un moût original exceptionnellement élevé. Le résultat est une bière lourde et riche en alcool.
La maison de Wittelsbach à Munich est fournie à partir de 1555, jusqu'à la fondation en 1573 de la première brasserie noble au château de Trausnitz. En 1614, un maître brasseur, probablement nommé Elias Pichler, est recruté d'Einbeck à la brasserie bavaroise, qui brassera désormais sa « Ainpöckisch Bier » à Munich. En bavarois, elle devient « Oanpock » et, au fil du temps, le nom de Bock.
En 1794, les droits de brassage à Einbeck fusionnent, créant une seule brasserie urbaine. En 1922, elle est ensuite combinée avec la brasserie Domeier & Boden, fondée en 1873, après que le Hildesheimer Aktienbrauerei a déjà acheté les deux brasseries. En 1967, elle devient la Einbecker Brauhaus Aktiengesellschaft, qui fusionna deux ans plus tard avec Schultheiss-Brauerei AG de Berlin qui fusionne en 1972 avec Dortmunder Union-Brauerei pour former Brau und Brunnen.
En 1997, un groupe d'investisseurs privés dirigé par Ender & Partner Vermögensverwaltung AG, à Cologne, acquiert la majorité des actions de la brasserie de la société Brau & Brunnen AG, basée à Dortmund.
L'Einbecker Brauhaus investit environ 15 millions d'euros dans la technologie de brassage et de remplissage en 2015. Dans le cadre de cette modernisation, une deuxième usine d'embouteillage et un hall de chargement avec embouteillage en fûts sont créés. À cela s’ajoute une nouvelle usine de filtration en 2019, financée par des subventions. L'installation entièrement automatisée est située dans l'ancien centre de brassage et peut filtrer jusqu'à 150 hectolitres de bière par heure. En outre, un nouveau générateur d'air avec pompes, sécheurs, refroidisseurs et chaudières à air comprimé est installé.

## Économie
La brasserie est une société anonyme et emploie en 2018 124 employés et 12 apprentis. Avec un volume de vente de bière supérieur à 558 241 hectolitres, elle réalise un chiffre d'affaires de 31,6 millions d'euros en 2018.
L'action est cotée dans le segment "Mittelstandsbörse" de la bourse de Hanovre et dans le marché réglementé non officiel de la bourse de Berlin et fait partie de l'indice boursier NISAX20 de Basse-Saxe.
Les filiales sont la Kasseler Brauhaus et la Martini Brauerei en 1997, ainsi que la Göttinger Brauhaus à la fin des années 1980.
En septembre 2011, un accord de coopération est conclu avec BrauManufaktur Härke à Peine et la mise en bouteille des boissons est transférée à Einbeck. Le 16 novembre 2012, la société est déclarée en faillite et reprise en janvier 2013 par Einbecker Brauhaus.

## Production
- Einbecker Ainpöckisch Bier
- Einbecker Brauherren Alkoholfrei
- Einbecker Brauherren Pils
- Einbecker Dunkel
- Einbecker Kellerbier
- Einbecker Landbier Spezial
- Einbecker Mai-Ur-Bock (saisonnière)
- Einbecker Premium Pilsener
- Einbecker Radler (autrefois Alster)
- Einbecker Radler Alkoholfrei 0,0%
- Einbecker Ur-Bock dunkel
- Einbecker Ur-Bock hell
- Einbecker Weihnachtsbier (saisonnière)
- Einbecker Winter-Bock (Doppelbock, saisonnière)

Autres :
- Nörten-Hardenberger Pils, Nörten-Hardenberger Export, Nörten-Hardenberger Weizen, Nörten-Hardenberger Bock, Nörten-Hardenberger Zwickl, Nörten-Hardenberger Radler, Nörten-Hardenberger Fassbrause Zitrone
- Martini Meister Pils, Martini Edel Pils, Martini Winterbier (saisonnière)
- Kasseler Premium Pils, Kasseler Jubiläums Pils
- Göttinger Edles Premium Pils
- Härke Pils, Härke Landbier, Härke Hell, Härke Amber Ale, Härke Alkoholfrei, Härke Radler